# Protoclepsidrop
El protoclepsidrop (Protoclepsydrops haplous) és una espècie extinta de sinàpsid de la família dels ofiacodòntids que visqué en allò que avui en dia és Nord-amèrica durant el Carbonífer superior, fa entre 316,9 i 318,7 milions d'anys. Se n'han trobat restes fòssils a la província canadenca de Nova Escòcia. Es tracta de l'única espècie coneguda del gènere Protoclepsydrops. És tan primitiu que hi hagut estudis que han arribat a posar en dubte que sigui un sinàpsid. El nom genèric Protoclepsydrops significa ‘primer clepsidrop’.